# Rafaił Farbman
Rafaił Borisowicz Farbman (ros. Рафаил Борисович Фарбман, ur. 1893 w Kursku, zm. 1966) – bolszewicki działacz partyjny.

## Życiorys
W 1910 wstąpił do SDPRR, w 1914 został aresztowany i skazany na zesłanie do guberni tobolskiej, w 1917 był członkiem Kijowskiego Komitetu SDPRR(b) i przewodniczącym Kijowskiej Rady Związków Zawodowych. Od kwietnia do lipca 1918 był zastępcą członka Wszechukraińskiego Biura Kierowania Walką Powstańczą Przeciw Niemieckim Okupantom, od 12 lipca do 9 września 1918 i ponownie od 6 marca 1919 do 5 kwietnia 1920 członkiem KC KP(b)U, jednocześnie od 30 czerwca do 10 grudnia 1919 członkiem Zafrontowego Biura KC KP(b)U i kierownikiem Wydziału Informacji i Łączności tego biura. Od 2 sierpnia 1919 do 17 marca 1920 był członkiem Biura Organizacyjnego KC KP(b)U i od 1 do 17 marca 1920 sekretarzem KC KP(b)U, później sekretarzem komórki i członkiem biura komitetu RKP(b)/WKP(b) fabryki "WEK" w Moskwie i kierownikiem moskiewskiego oddziału edukacji narodowej, 18 grudnia 1927 został usunięty z partii za trockizm. Od 1930 kierował działem kadr i był zastępcą szefa zarządu jednego z trustów metalurgicznych, potem był szefem sektora trustu "Metallołom" w Moskwie, w 1932 odzyskał członkostwo w partii, jednak wkrótce potem został aresztowany i w 1933 ponownie wykluczony z WKP(b), później skazany na 5 lat pozbawienia wolności.